# Krzysztof Szafrański
Krzysztof Szafrański (Prudnik, 21 november 1972) is een Pools voormalig wielrenner.

## Belangrijkste overwinningen
2002
- Pools kampioen tijdrijden, Elite
- Eindklassement Szlakiem Grodów Piastowskich